# Aerojet Rocketdyne

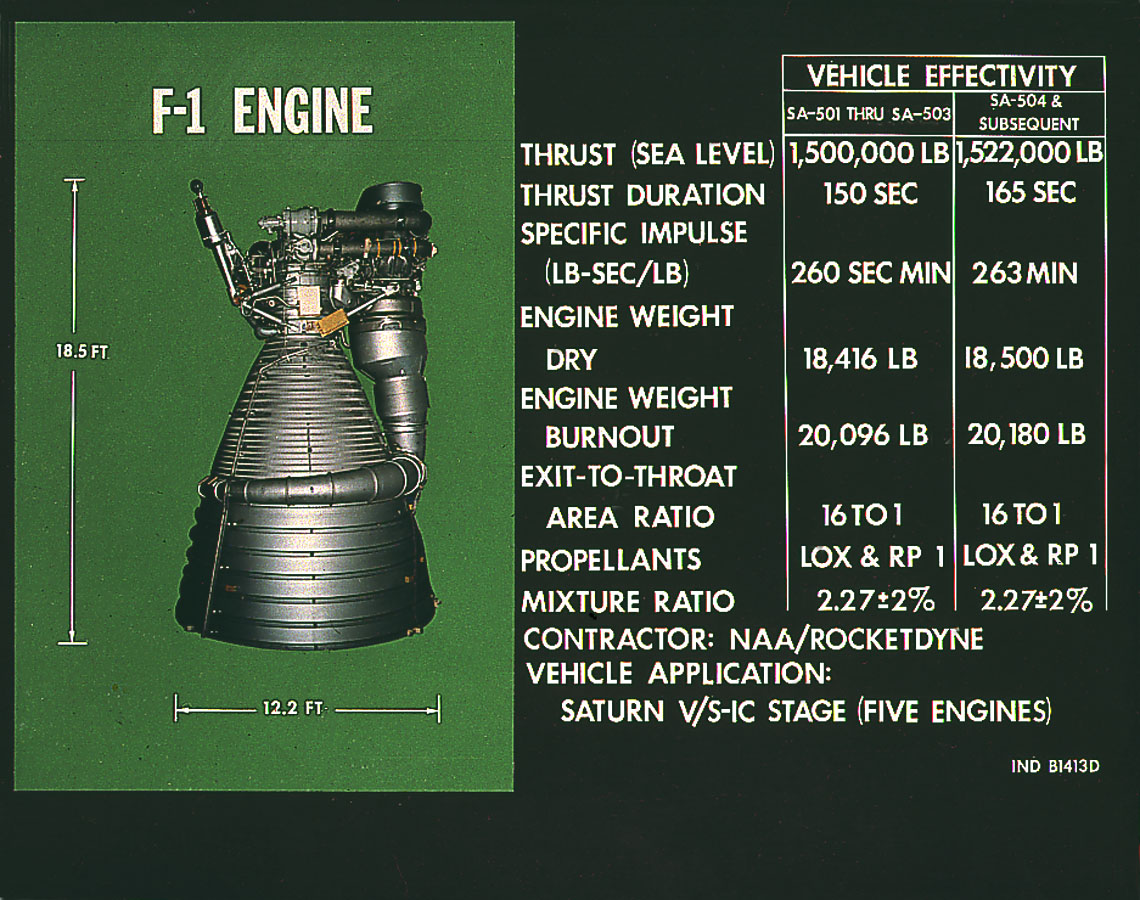
Ракетный двигатель F-1

Aerojet Rocketdyne (рус. Аэроджет Рокетдайн) — компания США, проектирующая и производящая жидкостные ракетные двигатели (ЖРД). Rocketdyne является подразделением Aerojet и имеет филиалы в Уэст-Палм-Бич (Флорида), Хантсвилле (Алабама), Космическом центре им. Кеннеди и в Космическом центре имени Джона Стенниса.

## История компании
Компания была образована одним из основных производителей авиатехники США середины XX века, North American Aviation (NAA).
В 1967 году NAA и Рокетдайн осуществили слияние с корпорацией «Роквелл» (Rockwell) с целью сформировать «Североамериканский Роквелл» (англ. North American Rockwell), который позднее стал частью «Международной Роквелл» (англ. Rockwell International, Роквелл Инт.).
В декабре 1996 года аэрокосмические подразделения Роквелл Инт. были приобретены Боингом. В феврале 2005 года «Боинг» достиг соглашения о продаже подразделения «Рокетдайн» Propulsion & Power компании «Пратт и Уитни». Продажа была завершена 2 августа 2005 года.
До 2013 года Рокетдайн являлась подразделением «Пратт & Уитни», которая в свою очередь принадлежит Объединённой Технологической Корпорации (англ. United Technologies Corporation, UTC) со штаб-квартирой в Парке Канога, Лос-Анджелес (Калифорния).
В 2013 году произошло слияние компании с Aerojet, в результате Pratt & Whitney Rocketdyne сменила наименование и стала именоваться Aerojet Rocketdyne. Целью слияния называлось сокращение ежегодных правительственных издержек.
В мае 2019 года Aerojet Rocketdyne вошла в список компаний, отобранных НАСА для разработки и производства прототипов космических аппаратов для высадки на Луну в рамках новой американской лунной программы «Артемида».

### История производственной деятельности компании
Компания Рокетдайн была сформирована NAA в послевоенный период с целью изучения трофейных Фау-2 нацистской Германии и адаптирования к американским стандартам двигателей этих ракет. Рокетдайн также использовала концепцию раздельных сжигателя и инжекторов в МКР SM-64 Navaho (проект Navaho). Этот вид разработок рассматривался в 40-е года как несущественный и финансировался на недостаточном уровне, но начало Корейской войны (1950—1953) изменило приоритеты. Проект Navaho продвигался с постоянными трудностями и был отменён в конце 1950-х годов, когда развитие увеличенного варианта двигателя Фау-2 было остановлено. Тем не менее, двигатели Рокетдайн A-5 (NAA75-110) доказали свою бо́льшую надёжность, по сравнению с двигателем, развитым для Редстоун (Хантсвилл, Алабама), и был позже использован на ракете-носителе (РН), несмотря на меньшую дальность полёта баллистической ракеты в итоге. Вместе с началом производства МКР Navaho в 1955 году NAA отделилась от «Рокетдайн» в отдельный филиал.
Следующей основной разработкой Рокетдайн была их первая полностью новая конструкция, ЖРД S-3D, которая развивалась параллельно дизайнам, основанным на двигателе Фау-2. S-3D использовался в МБР «Юпитер» и «Тор». Более крупный вариант двигателя использовался на первых РН «Атлас». МБР «Тор» использовалась в качестве военной ракеты в течение непродолжительного времени, но её различные модификации применялась для запуска спутников в 1950-х и 1960-х годах. Один из таких вариантов, «Тор Дельта» (англ. Thor Delta), стал основоположником семейства РН «Дельта», хотя с конца 1960-х годов эта ракета-носитель перестала иметь что-либо общее со своими предшественниками. Некоторые модификации РН «Дельта» использовали S-3D, в основном они использовали модифицированный ЖРД RS-27, который был первоначально разработан для замены трёх двигателей одним на РН «Атлас».
РН «Атлас» также имела непродолжительную историю межконтинентальной баллистической ракеты, но семейство ракет «Атлас» превратилось в одно из основных средств США для запуска искусственных спутников. Модификация этой РН использовалась в пилотируемой программе «Меркурий».
Рокетдайн также стал основным поставщиком НАСА в разработке и производстве всех основных двигателей в рамках проекта «Сатурн»: РН Сатурн-1 использовала ЖРД H-1 на первой ступени; РН Сатурн-5 использовала ЖРД F-1 на первой ступени (S-IC), ЖРД J-2 на второй (S-II) и третьей (S-IVB) ступенях. На 1965 год Рокетдайн построил большинство ракетных двигателей в США. Рост продолжился и в 1970-х вместе с победой в конкурсе на создание основных двигателей космического челнока (SSME/RS-24). Однако резкое сокращение военных и гражданских заказов привело к уменьшению размеров компании. NAA, в основном производитель аэрокосмической техники, который также был связан с программой создания космического челнока, осуществил слияние с корпорацией Роквелл в 1966 году. Объединение позже получило название Роквелл Инт., в котором филиал Рокетдайн составлял основу компании. Уменьшение размеров компании продолжилось и в 1980-х и 1990-х. Роквелл инт. продало оставшуюся часть NAA — вместе с Рокетдайн — Боингу в 1996 году. Компания являлась частью «Интегрированных оборонных систем (англ. Boeing Integrated Defense Systems)» Боинга вплоть до продажи Рокетдайна «Пратт & Уитни» 2 августа 2005 года.
Помимо основного профиля, Рокетдайн занимается развитием систем снабжения электроэнергией и систем управления, в том числе: первые опыты по атомной энергетике; создание радиоизотопных термоэлектрических генераторов (РИТЭГ); развивает системы солнечных генераторов, включая основную систему электроснабжения Международной космической станции (МКС).

## Полевая лаборатория Санта-Сусаны
В течение многих лет двигатели и электрические системы Rocketdyne испытывались на полигоне Санта-Сусаны в округе Вентура, штат Калифорния, к северо-западу от Лос-Анджелеса, который расположен недалеко от штаб-квартиры Rocketdyne в Канога-Парке, в Лос-Анджелесе. Широкое использование ракетного топлива и других токсичных химикатов вызвало серьёзное загрязнение окружающей среды вблизи лаборатории, в связи с чем лаборатория обвинялась в радиоактивном загрязнении территории.
26 июля 1959 года во время эксперимента с реактором с натриевым теплоносителем активная зона реактора разрушилась, что привело к значительной утечке радиации. Долгосрочный эффект этого инцидента, как и меры по ликвидации последствий, весьма спорны, а полигон не был включён в контракт на покупку Rocketdyne у Boeing, поэтому остаётся собственностью Boeing.

## Список ракетных двигателей
Некоторые двигатели, которые были разработаны Рокетдайном:
- H-1 (керосин/кислород) — использовались на РН Сатурн-1, Сатурн IB, МБР Юпитер и на некоторых РН Дельта;
- F-1 (керосин/кислород) — использовались на РН Сатурн-5;
- J-2 (водород/кислород) — использовались на РН Сатурн I и Сатурн-5;
  - J-2X (водород/кислород) — предполагается использовать на РН Арес-1 и Арес-5;
- SSME (водород/кислород) — главный двигатель космического челнока, известен также как Рокетдайн RS-25;
- RL-10 (водород/кислород) — использовался на РН Сатурн-1, верхней ступени Дельта-4, разгонном блоке Центавр для РН «Атлас» и «Титан», Мак Доннел Дуглас DC-X[англ.] («Дельта Клипер»);
- RS-68 (водород/кислород) — первая ступень РН Дельта-4 и будет использован на предлагаемой РН Арес-5;
- XRS-2200 (водород/кислород) — известен как двигатель с клиновидным соплом, с предполагаемым использованием на проекте одноступенчатого космоплана X-33 Локхид Мартин;
- RS-27A (керосин/кислород) — используется на РН Дельта-2;
- RS-83 — спроектирован для отменённой программы НАСА Инициативы космических запусков (англ. Space Launch Initiative);
- перспективный AR1 с тягой 250 тонн-сил (конец 2010-х, конкурент BE-4), является первым построенным в США двигателем на топливной паре жидкий кислород/керосин со ступенчатым циклом сгорания; в мае 2017 года проведены первые огневые испытания предкамеры двигателя; в январе 2021 собран первый образец[7].